# Homeworld: Deserts of Kharak
Homeworld: Deserts of Kharak (с англ. — «Родной мир: Пустыни Кхарака») — компьютерная игра, стратегия. Разработана компанией Blackbird Interactive, издана в 2016 году компанией Gearbox Software. Игра является приквелом космической стратегии «Homeworld» 1999 года выпуска.

## Обзор
Стиль игры напоминает первую часть, однако действие разворачивается на поверхности планеты, — то есть геймплей больше напоминает типичную наземную стратегию в реальном времени, а не полностью трёхмерную стратегию в стиле «Homeworld». Тем не менее, некоторые элементы были явно позаимствованы у первой части. Центром геймплея является сухопутный авианосец, способный собирать и перерабатывать ресурсы, производить боевые единицы, проводить исследования и вести боевые действия. Так как действие разворачивается на поверхности планеты Кхарак вдали от цивилизации в глубокой пустыне, где отсутствуют линии снабжения, то игрок вынужден действовать автономно.
Сюжет Deserts of Kharak в большей степени сосредоточен на персонажах, чем другие части.

## Сюжет
За 106 лет до событий «Homeworld», в глубине Великой Кольцевой Пустыни планеты Кхарак орбитальный спутник обнаруживает загадочный объект, который получает название «Объект Джараси» (в честь учёного, обнаружившего его) или «Главная Аномалия» (англ. Primary Anomaly). Северная Коалиция — союз киитов (кланов) народа кушан в обитаемой зоне между северными полярными льдами и пустыней — решает снарядить экспедицию к месту загадочного объекта. Однако первая экспедиция — «операция «Скаал Брии» (Skaal Brii) — пропадает без вести спустя месяц вместе с авианосцем «Ифриит Наабал» (Ifriit-Naabal). Через четыре года Коалиция предпринимает вторую попытку — операцию «Кхадиим» (Khadiim), — снаряжая пять авианосцев. За это время территории Коалиции подвергаются нарастающим набегам киита Гаалсиен — религиозного киита, изгнанного в пустыню после уничтожения гаалсиенами города-библиотеки. Считая, что «Аномалия» — единственный шанс спасти население планеты от вымирания (экосистема Кхарака ухудшается год за годом), Коалиция вкладывает все ресурсы в эту экспедицию.
Однако кочевники-гаалсиены считают, что космическая программа Коалиции и все попытки покинуть планету есть великое преступление в глазах Великого Творца Саджу́ука, который «покарает весь Кхарак за это». Чтобы предотвратить экспедицию, гаалсиены совершают массированную атаку на Коалицию, уничтожая передовые военные базы и осаждая столичный город Тиир. Из пяти авианосцев выживают лишь «Капи́си» (киит С’джет) и «Сака́ла» (киит Сиидим — религиозный киит, верный Коалиции).
Рэйчел С’джет — главный научный офицер экспедиции, чей брат Джейкоб С’джет был старшим помощником капитана авианосца «Ифриит Наабал». Рэйчел С’джет намерена завершить задание и узнать судьбу брата. На пути Коалиции стоят фанатики-гаалсиены под предводительством своего Киит'Са (вождя), который называет себя «К’Хад Саджуук», намеренные остановить «неверных» любой ценой, однако «Каписи» и «Сакала» совместными усилиями успешно пробиваются дальше раз за разом. По пути экспедиция встречает множество остовов древних кораблей, — Рэйчел С’джет начинает подозревать, что это остовы космических кораблей, в разное время потерпевших крушение на Кхараке. Что ещё более интересно, так это то, что некоторые корабли не разбились о поверхность планеты, а материализовались прямо в ней, как будто нечто вытянуло их из гиперпространства.
Когда «Каписи» достигает места гибели «Ифриит Наабал», Рэйчел из видеозаписи сообщения Джейкоба узнаёт, что он был в плену у киита Гаалсиен, но бежал оттуда. Из этого же сообщения Рэйчел узнаёт о некоем артефакте большой мощности.
Флотилия «К’Хад Саджуука» направляется к «Главной Аномалии» (гаалсиены узнали о ней из баз данных ранее осаждённого ими Тиира), когда её уничтожает некое орбитальное орудие. Рэйчел догадывается, что Джейкоб говорил именно об этом орудии, а также о том, что найденный на борту «Ифриит Наабал» артефакт, возможно, позволит управлять этим орудием, и отделяется от «Каписи», отправляясь исследовать сигнал артефакта.
Вскоре на «Каписи» начинается нехватка припасов. Но Коалиция сняла осаду с Тиира, уничтожив осадную войсковую группировку гаалсиенов, и отправила к авианосцам авиатранспорты. «Каписи» и «Сакала» переживают мощную атаку гаалсиенов на свою позицию, но всё-таки расчищают импровизированную посадочную полосу для уже прибывающих авиатранспортов.
После перегрузки припасов с первой группы авиатранспортов на «Сакалу» «Сакала» внезапно открывает огонь по судам, везущим припасы для «Каписи» — киит Сиидим, считающий себя божественным киитом, желает лично заполучить секреты «Главной Аномалии». Один транспортник из группы с грузами для «Каписи» сбивается, остальные авиатранспорты благополучно садятся, и доставленных ими грузов хватает для восполнения припасов «Каписи». Поскольку для высланных к «Сакале» и «Каписи» авиатранспортов это был полет «в один конец», экипажи авиатранспортов присоединяются к экспедиции «Каписи».
«Сакала» направляется к «Аномалии», где уже работает Рэйчел. «Каписи» преследует «Сакалу», но не может её догнать.
В песках в относительной близости от «Главной Аномалии» Рэйчел находит таиданский транспортный космический корабль и тело своего брата, умершего от истощения в раскалённой пустыне, но успевшего захватить управление таиданским орбитальным орудием. «Каписи» своевременно предупреждает Рэйчел о предательстве киита Сиидим, благодаря чему та успевает ретироваться к идущему на подмогу «Каписи». Авианосец повреждён — он перегрелся от работы «на износ» на 60-градусной жаре. В срочном порядке «Каписи» ремонтирует и дорабатывает систему охлаждения и схлёстывается в схватке с «Сакалой», из которой выходит победителем.
Наконец экспедиция достигает своей цели — «Главной Аномалии» (она же «Кхар-Тоба») — древнего космического корабля изгнанников с Хиигары и впоследствии первого города на Кхараке. Однако сюда же прибывает и флагман киита Гаалсиен вместе с «К’Хад Саджууком» на борту. «Каписи» побеждает «К’Хад Саджуука», перед смертью молящего Коалицию просить прощения у Великого Творца Саджуука за свою дерзость.
Киит Сиидим подвергается жёстким санкциям за своё предательство. Рэйчел рассуждает, какие же знания «Кхар-Тоба» даст кушанам. Ответ дается в прологе Homeworld, — «Кхар-Тоба» даст Кхараку гиперядро и Путеводный Камень (Guidestone) с координатами истинного родного мира кушан — Хиигары. Это событие сподвигнет кииты Кхарака объединиться и построить свой первый материнский корабль...

## Фракции
В отличие от других частей игровой серии, все фракции Deserts of Kharak являются представителями одной расы, то есть людей Кхарака. Основным отличием являются технологии и тактика. В частности, и Коалиция, и Гаалсиен используют огромные сухопутные корабли: на гусеничном ходу у Коалиции и на репульсорах у Гаалсиен. (У коалиции на колесном ходу только легкая техника.) В кампании представлено 3 фракции: Коалиция, кииты Собани и Гаалсиен. (В сетевой игре 4, — добавлена киит/фракция Хаанеф.)

### Коалиция Северных Киитов
Неплотный союз кланов, проживающих в северных приполярных регионах Кхарака. Столица Коалиции — город Тиир. Именно люди Коалиции были ответственны за космическую программу Кхарака и за обнаружение аномалии. Кииты, принимающие участие в экспедиции, представлены различными видами транспорта и боевой техники: 
- С’джет — командный авианосец, производственное оборудование и авиация;
- Собани — штурмовая бронетехника,
- Наабал — тяжёлое вооружение и грузовики,
- Манаан — лёгкая бронетехника,
- и Сомтау — добытчики и утилизаторы.

Лёгкая наземная техника Коалиции использует колесный ход и защищена против легкого оружия, а тяжелая техника — от штурмовой бронетехники до авианосцев класса «Каписи» — на гусеничном ходу и хорошо забронирована. Практически вся техника Коалиции оснащена сканерами, а вооружение варьируется от крупнокалиберных пулеметов, автопушек и мин до башенных орудийных установок и тяжелых ракет. Вдобавок к этому и к своей авиагруппе авианосцы класса «Каписи» также оснащаются «ремонтным лучом» — станцией управления ремонтных микророботов, ремонтирующих любую поврежденную технику в пределах радиуса действия. Особняком стоят невооруженные добытчики и утилизаторы и легковооруженные ремонтные крейсера, оснащаемые более мощной версией «ремонтного луча», — на ремонтные крейсере установлены сразу две «лучевые» более мощные и дальнодействующие ремонтные станции. Тактика войск Коалиции требует полный входа в бой.

### Киит Гаалсиен
Клан отщепенцев, поклоняющихся некоему Саджууку - «Великому Творцу». В отличие от других религиозных киитов, гаалсиены требуют жестоких наказаний за нарушение законов Саджуука. За четыре столетия до событий игры Коалиция объявила киит Гаалсиен вне закона после уничтожения гаалсинами города Саджу-ка и гибель тысяч кушан. Будучи отлично адаптированными к жизни в пустыне, гаалсиены используют парящие —  на репульсорном ходу — машины и полагаются на скорость и молниеносные набеги, из-за чего их техника не настолько хорошо забронирована, как их аналоги в войсках Коалиции. При этом на парящем ходу у гаалсиенов практически вся техника — от легких боевых машин до авианосцев. Также гаалсиены используют рельсотроны и самовосстанавливающуюся технику, которые они обнаружили в обломках космических кораблей в пустыне. Гаалсиены стараются не ввязываться в бой без возможности отступить.

## Критика
| Сводный рейтинг    | Сводный рейтинг |
| Агрегатор          | Оценка          |
| ------------------ | --------------- |
| GameRankings       | 79,39 %         |
| Metacritic         | 79/100          |
| Иноязычные издания |                 |
| Издание            | Оценка          |
| Destructoid        | 7,5/10          |
| Hardcore Gamer     | 4/5             |

Homeworld: Deserts of Kharak получила в основном положительные отзывы у критиков, рейтинг на Metacritic составляет 79 %, на GameRankings — 79,39 %.
Рецензент Hardcore Gamer присудил оценку 4 из 5, отметив, что «Homeworld: Desert of Kharak является хорошо сделанной стратегией, достойной быть частью легендарной серии». Издание IGN присудило оценку 8,8 из 10.
Летом 2018 года, благодаря уязвимости в защите Steam Web API, стало известно, что точное количество пользователей сервиса Steam, которые играли в игру хотя бы один раз, составляет 102 014 человек.